# Соколов (Чешка)
Соколов, раније Фалкнов на Охри (чеш. Sokolov, раније чеш. Falknov nad Ohří) град је у Чешкој Републици. Соколов је трећи по величини град управне јединице Карловарски крај, у оквиру којег је седиште засебног округа Соколов.

## Географија
Соколов се налази у крајње западном делу Чешке републике. Град је удаљен од 150 км западно од главног града Прага, а од првог већег града, Карлових Вари, 20 км западно.
Град Соколов се налази на прелазу између две историјске покрајине, Бохемије и Саксоније. Град лежи на крајњем ободу Средњочешке котлине, на приближно 400 м надморске висине. Град се образовао око ушћа речице Сватаве у Охру.

## Историја
Подручје Соколова било је насељено још у доба праисторије. У раном средњем веку подручје насељавају Словени. Насеље под данашњим називом први пут се у писаним документима спомиње у 1279. године, а насеље је 14. веку добило градска права. Већ тада су град и околина били махом насељени Немцима.
Године 1919. Соколов је постао део новоосноване Чехословачке. 1938. године Соколов, као насеље са немачком већином, је оцепљен од Чехословачке и припојен Трећем рајху у склопу Судетских области. После Другог светског рата месни Немци су се присилно иселили из града у матицу. У време комунизма град је нагло индустријализован. После осамостаљења Чешке дошло је до опадања активности тешке индустрије и до проблема са преструктурирањем привреде.

## Становништво
Соколов данас има око 24.000 становника и последњих година број становника у граду стагнира. Поред Чеха у граду живе и Словаци и Роми.

## Галерија
- Евангелистичка црква
- Замак у Соколову
- Трг градитеља
- Градска фонатана